# Nadine Keßler
Nadine Keßler (Landstuhl, Alemania, 4 de abril de 1988), también llamada Nadine Kessler, es una exfutbolista alemana. Jugaba como centrocampista y su último equipo fue el VfL Wolfsburgo de la Bundesliga de Alemania.

## Trayectoria
Nadine Keßler ganó el premio Jugadora Mundial de la FIFA por el FIFA Balón de Oro 2014 con un 17.52% de los votos, ganándole tanto a la brasileña Marta como a la estadounidense Abby Wambach.
En 2016 con 28 años decidió retirarse debido a una lesión de la cual no se terminaba de recuperar con múltiples operaciones y tras 18 meses sin jugar tomó la decisión con un comunicado en el que decía: “Es muy complicado para mi aceptar que me tengo que retirar debido a las lesiones. Me gustaría agradecerle al Wolfsburgo por unos años fantásticos, por los éxitos y por los grandes recuerdos.  Jugué al fútbol con pasión y sentí un amor profundo por el juego. Ahora quiero afrontar nuevos retos”.

## Clubes
| Club                   | País     | Año         |
| ---------------------- | -------- | ----------- |
| 1. FC Saarbrücken      | Alemania | 2005 - 2009 |
| 1. FFC Turbine Potsdam | Alemania | 2009 - 2011 |
| VfL Wolfsburgo         | Alemania | 2011 - 2016 |

## Palmarés

### Campeonatos nacionales
| Título           | Club                   | País     | Año     |
| ---------------- | ---------------------- | -------- | ------- |
| 2. Bundesliga    | 1. FC Saarbrücken      | Alemania | 2006-07 |
| 2. Bundesliga    | 1. FC Saarbrücken      | Alemania | 2008-09 |
| Bundesliga       | 1. FFC Turbine Potsdam | Alemania | 2009-10 |
| DFB-Hallenpokal  | 1. FFC Turbine Potsdam | Alemania | 2010    |
| Bundesliga       | 1. FFC Turbine Potsdam | Alemania | 2010-11 |
| Bundesliga       | VfL Wolfsburgo         | Alemania | 2012-13 |
| Copa de Alemania | VfL Wolfsburgo         | Alemania | 2012-13 |
| Bundesliga       | VfL Wolfsburgo         | Alemania | 2013-14 |
| Copa de Alemania | VfL Wolfsburgo         | Alemania | 2014-15 |

### Campeonatos internacionales
| Título            | Equipo                 | Sede       | Año     |
| ----------------- | ---------------------- | ---------- | ------- |
| Europeo Sub-19    | Selección de Alemania  | Suiza      | 2006    |
| Europeo Sub-19    | Selección de Alemania  | Islandia   | 2007    |
| Liga de Campeones | 1. FFC Turbine Potsdam | España     | 2009-10 |
| Liga de Campeones | VfL Wolfsburgo         | Inglaterra | 2012-13 |
| Eurocopa          | Selección de Alemania  | Suecia     | 2013    |
| Liga de Campeones | VfL Wolfsburgo         | Portugal   | 2013-14 |
| Copa de Algarve   | Selección de Alemania  | Portugal   | 2014    |

### Distinciones individuales
| Distinción                           | Año  |
| ------------------------------------ | ---- |
| Medalla Fritz Walter                 | 2006 |
| Mejor Jugadora en Europa de la UEFA  | 2014 |
| Balón de Oro Femenino                | 2014 |
| Mejor Jugadora del Mundo según IFFHS | 2014 |